# Zofia (imię)
Zofia – imię żeńskie pochodzenia greckiego. Pochodzi od słowa σοφία (sophía) oznaczającego „mądrość”.
W niektórych krajach istnieje męski odpowiednik imienia Zofia: w Bułgarii Sofko, w Danii i Norwegii Sofus lub Sophus. Forma Sonia jest odpowiednikiem polskiego zdrobnienia „Zosia” i posiada – jako pełna forma imienia – negatywną opinię Rady Języka Polskiego.
Forma męska: Zofian.
W roku 2022 było to najczęściej w Polsce nadawane imię dzieciom płci żeńskiej.
Zofia imieniny obchodzi: 30 kwietnia, 15 maja, 2 września, 18 września, 23 września, 30 września i 18 grudnia.
Zdrobnienia: Zosia, Zośka, Zocha, Zofka, Zula, Zoja, Zojka, Zońka, Sonka, Sonia, Zosieńka.

## W innych językach
- język angielski Sophie, Sophia, Sophy, Sonia, Sonya
- język białoruski Sofija, Sachveja, Zosja
- język bułgarski Sofija, Sofka
- język czeski Žofie, Sofie, Soňa
- język duński Sofia, Sofie, Sophia, Soffy
- język fiński Sohvi
- język francuski Sophie
- język grecki Σοφία
- język hiszpański Sofia
- język islandzki Sonja
- język niderlandzki Sofia, Sofie, Sophia, Sonja
- język litewski Sofija, Zofija, Zopija, Zosé
- język łaciński Sophia
- język macedoński Sofija, Sofa, Sofijana
- język niemiecki Sophia, Sophie, Sonia, Sonja
- język norweski Sofia, Sofie, Sonni
- język polski Zosia, Zofia, Sonia
- język portugalski Sofia
- język rosyjski Софья, София
- język rumuński Sofia
- język serbsko-chorwacki Sofija, Sofka
- język słowacki Žofia, Soňa
- język słoweński Zofija, Zofka
- język szwedzki Sofia, Sophia
- język ukraiński Sofija
- język węgierski Zsófia, Szonja
- język włoski Sofia, Sophia
- język hebrajski זוסיה (znaczenie dosłowne: Zosia)

## Święte i błogosławione o imieniu Zofia
- św. Zofia (męczennica rzymska) – zimna Zośka wspominana 15 maja
- Święta Zofia wspominana z córkami Wiarą, Nadzieją i Miłością 1 sierpnia
- bł. Zofia Czeska wspominana 15 maja

## Znane osoby noszące imię Zofia
- Zofia Albinowska-Minkiewiczowa (1886–1971) – polska malarka
- Zofia Badura (ur. 1954) – polska poetka
- Zofia Batycka (zm. 1989) – polska modelka, miss Polonia
- Zofia Beisertówna (1922–1944) – polska działaczka Podziemia
- Sonia Bohosiewicz – polska aktorka
- Zofia Charszewska (1909–1941) – polska pisarka
- Zofia Chądzyńska – polska tłumaczka
- Zofia Czerwińska (1933–2019) – polska aktorka teatralna, filmowa i telewizyjna.
- Zofia Dobrowolska – miss Polonia z 1932
- Zofia Domalik – polska aktorka
- Zofia Dorota Wittelsbach – przodek w linii prostej wszystkich brytyjskich monarchów panujących po Annie Stuart
- Zofia Franio (1899–1978) – lekarz, oficer rezerwy
- Zofia Grecka (ur. 1938) – księżniczka grecka, królowa hiszpańska, żona Jana Karola I Burbona
- Zofia Gładyszewska (ur. 1937) – polska aktorka
- Sofia Goggia (ur. 1992) – włoska narciarka alpejska
- Zofia Grabczan (ur. 1962) – polska działaczka polityczna
- Zofia Grzyb (ur. 1928) – działaczka PZPR
- Zofia Holszańska (Sonka, Sońka, ok. 1405–1461) – kniaziówna ruska, ostatnia żona Władysława II Jagiełły
- Sofia Kenin (ur. 1998) – amerykańska tenisistka
- Zofia Klepacka – żeglarka
- Zofia Kossak (1889–1968) – polska pisarka
- Zofia Kowalewska (1850–1891) – rosyjska matematyk
- Zofia Kozarynowa (1890–1992) – polska pisarka
- Zofia Krókowska (1903–1928) – polska taterniczka
- Zofia Kuratowska (1931–1999) – polska działaczka polityczna, lekarka
- Zofia Kurzowa (1931–2003) – polska językoznawczyni
- Sonia Lniany (ur. 1994) – polska judoczka
- Zofia Melechówna (1926–2023) – polska aktorka
- Zofia Merle (ur. 1938) – polska aktorka
- Zofia Morawska (1904–2010) – polska działaczka społeczna
- Zofia Mrozowska (1922–1983) – polska aktorka
- Zofia Nałkowska (1884–1954) – polska (dramato)pisarka i publicystka
- Zofia Nowakowska (ur. 1988) – polska aktorka teatralna; solistka Piotra Rubika
- Zofia Orliczowa (1898–1999) – żołnierz Armii Krajowej, nauczycielka
- Zofia Ptach (1896–1970) – hafciarka kaszubska
- Zofia Raciborska (1924–2004) – polska aktorka
- Zofia Rogoszówna (1882–1921) – polska pisarka, poetka i tłumaczka
- Zofia Romanowa (1682–1689) – caryca Rosji, regentka i siostra carów Iwana i Piotra I
- Sofia Rotaru (ur. 1947) – piosenkarka i aktorka rosyjska i ukraińska
- Zofia Rydet (1911–1997) – polska artystka, fotografik
- Zofia Skrzypek-Mrowiec (ur. 1946) – polska działaczka polityczna, architekt
- Zofia Stępień (ur. 1939) – polska działaczka polityczna
- Zofia Stryjeńska (1894–1976) – polska malarka
- Zofia Tułodziecka (1850–1924) – polska działaczka społeczna
- Zofia Wichłacz (ur. 1995) – polska aktorka
- Zofia Zborowska (ur. 1987) – polska aktorka

## W literaturze
- Zosia - postać z II części Dziadów, pasterka Adama Mickiewicza
- Zosia Horeszkówna - bohaterka Pana Tadeusza Adama Mickiewicza, ukochana Tadeusza Soplicy
- Zosia Boska - bohaterka powieści Pan Wołodyjowski Henryka Sienkiewicza, narzeczona Adama Nowowiejskiego
- Zosia Hurlecka - bohaterka Ferdydurke Witolda Gombrowicza
- Zofia Amundsen - tytułowa bohaterka powieści Świat Zofii Josteina Gaardera
- Zofia Zawistowska - tytułowa bohaterka powieści Wybór Zofii Williama Styrona

## W muzyce
- Zofia – Kasia Nosowska
- Sophie – Dolour
- Sophie – Eleanor McEvoy
- Sophie – Deerhoof
- Hawaiian Sophie – Jaz
- John and Sophie – Crystal Lewis
- La Sophie, Popular Harpsichord Music – Sophie Yates
- Sophie – Dynamic
- Sophia – Laura Marling.
- „Sofia” – Álvaro Soler
- Zosia – Kroolik Underwood, Chaba, Rozbójnik Alibaba